# Metković
Metković (wł. Metcovich) – miasto w południowej Chorwacji, w żupanii dubrownicko-neretwiańskiej, siedziba miasta Metković. W 2011 roku liczył 15 329 mieszkańców.

## Charakterystyka
Jest położony w Dalmacji, nad Neretwą (20 km od jej ujścia do Morza Adriatyckiego).
Miejscowa gospodarka oparta jest na przemyśle spożywczym i metalowym. W Metkoviciu funkcjonuje port rzeczny, który w przeszłości był ważnym punktem dla eksportu drewna z Bośni i Hercegowiny. Stracił on na znaczeniu po otwarciu morskiego portu w Pločach.

## Historia
Pierwsza wzmianka o Metkoviciu pochodzi z 1422 roku. Po 1716 roku Republika Wenecka założyła w tym miejscu port nad Neretwą. W XIX wieku miasto stało się stolicą regionu Donjego Poneretavlja. W drugiej połowie XIX wieku oddano do użytku linie komunikacyjne łączące Metković z Mostarem. Podczas II wojny światowej miasto było celem alianckich nalotów.